# 1. FC Köln
1. Fußball-Club Köln 01/07 – niemiecki klub sportowy z siedzibą w Kolonii.

## Historia
Klub powstał z połączenia klubów BC 01 i Sülz 07 13 lutego 1948. Drużyna jest pierwszym, historycznym zwycięzcą rozgrywek ligowych Bundesligi RFN w 1964, ćwierćfinalistą Klubowego Pucharu Europy w 1965 roku, z którego został wyeliminowany przez przegrany rzut monetą po remisowym dwumeczu z Liverpool. Klub posiada również sekcje piłki ręcznej, tenisa stołowego i gimnastyki. Od sezonu 2025/2026 występuje w Bundeslidze.

## Historia herbu

Przed 1948 - brak dokładnej daty
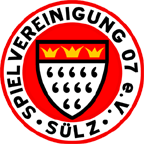
Przed 1948 - brak dokładnej daty
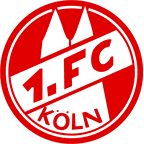
1948-1967
1967-1973

## Sukcesy

### Trofea międzynarodowe
| \| \| Zdobyte trofea w rozgrywkach międzynarodowych (stan na: 29-04-2016) \| |                                                                     |      |          |
| Rozgrywki                                                                    | Osiągnięcie                                                         | Razy | Sezon(y) |
| · Liga Europy · (Puchar UEFA)                                                | zdobywca                                                            | –    | –        |
| · Liga Europy · (Puchar UEFA)                                                | finalista                                                           | 1    | 1986     |
| FIFA                                                                         | Zdobyte trofea w rozgrywkach międzynarodowych (stan na: 29-04-2016) |      |          |

### Trofea krajowe
| \| \| Zdobyte trofea w rozgrywkach Niemiec (stan na: 05-07-2020) \| |                                                            |      |                                          |
| Rozgrywki                                                           | Osiągnięcie                                                | Razy | Sezon(y)                                 |
| · Mistrzostwo                                                       | I miejsce                                                  | 3    | 1962** , 1964, 1978                      |
| · Mistrzostwo                                                       | II miejsce                                                 | 7    | 1960, 1963, 1965, 1973, 1982, 1989, 1990 |
| · Mistrzostwo                                                       | III miejsce                                                | 2    | 1985, 1988                               |
| Puchar                                                              | zdobywca                                                   | 4    | 1968, 1977, 1978, 1983                   |
| Puchar                                                              | finalista                                                  | 6    | 1954, 1970, 1971, 1973, 1980, 1991       |
| · II liga                                                           | I miejsce                                                  | 4    | 2000, 2005, 2014, 2019                   |
| · II liga                                                           | II miejsce                                                 | 1    | 2003                                     |
| · II liga                                                           | III miejsce                                                | 1    | 2008                                     |
| Niemcy                                                              | Zdobyte trofea w rozgrywkach Niemiec (stan na: 05-07-2020) |      |                                          |

## Sezony (w XXI wieku)
| Sezon     | Liga          | Poziom | Miejsce w lidze | Uwagi                  |
| --------- | ------------- | ------ | --------------- | ---------------------- |
| 1999/2000 | 2. Bundesliga | II     | 1               |                        |
| 2000/2001 | Bundesliga    | I      | 10              |                        |
| 2001/2002 | Bundesliga    | I      | 17              |                        |
| 2002/2003 | 2. Bundesliga | II     | 2               |                        |
| 2003/2004 | Bundesliga    | I      | 18              |                        |
| 2004/2005 | 2. Bundesliga | II     | 1               |                        |
| 2005/2006 | Bundesliga    | I      | 17              |                        |
| 2006/2007 | 2. Bundesliga | II     | 9               |                        |
| 2007/2008 | 2. Bundesliga | II     | 3               |                        |
| 2008/2009 | Bundesliga    | I      | 12              |                        |
| 2009/2010 | Bundesliga    | I      | 13              |                        |
| 2010/2011 | Bundesliga    | I      | 10              |                        |
| 2011/2012 | Bundesliga    | I      | 17              |                        |
| 2012/2013 | 2. Bundesliga | II     | 5               |                        |
| 2013/2014 | 2. Bundesliga | II     | 1               |                        |
| 2014/2015 | Bundesliga    | I      | 12              |                        |
| 2015/2016 | Bundesliga    | I      | 9               |                        |
| 2016/2017 | Bundesliga    | I      | 5               |                        |
| 2017/2018 | Bundesliga    | I      | 18              |                        |
| 2018/2019 | 2. Bundesliga | II     | 1               |                        |
| 2019/2020 | Bundesliga    | I      | 14              |                        |
| 2020/2021 | Bundesliga    | I      | 16              | utrzymanie po barażach |
| 2021/2022 | Bundesliga    | I      | 7               |                        |
| 2022/2023 | Bundesliga    | I      | 11              |                        |
| 2023/2024 | Bundesliga    | I      | 17              |                        |
| 2024/2025 | 2. Bundesliga | II     | 1               |                        |

## Obecny skład
Stan na 20 października 2022
| Nr | Poz. | Piłkarz                                            |
| -- | ---- | -------------------------------------------------- |
| 1  | BR   | Timo Horn (wicekapitan)                            |
| 2  | OB   | Benno Schmitz                                      |
| 4  | OB   | Timo Hübers                                        |
| 5  | OB   | Bright Arrey-Mbi (wypożyczony z Bayern Monachium ) |
| 6  | PO   | Salih Özcan                                        |
| 7  | PO   | Dejan Ljubicic                                     |
| 9  | NA   | Sebastian Andersson                                |
| 11 | PO   | Florian Kainz                                      |
| 13 | NA   | Mark Uth                                           |
| 14 | PO   | Jonas Hector (kapitan)                             |
| 15 | OB   | Luca Kilian (wypożyczony z Mainz 05)               |
| 17 | PO   | Kingsley Schindler                                 |
| 18 | PO   | Ondrej Duda                                        |
| 19 | OB   | Kingsley Ehizibue                                  |

| Nr | Poz. | Piłkarz                                    |
| -- | ---- | ------------------------------------------ |
| 20 | BR   | Marvin Schwäbe                             |
| 21 | PO   | Louis Schaub                               |
| 23 | OB   | Jannes Horn                                |
| 24 | OB   | Julian Chabot (wypożyczony z UC Sampdoria) |
| 25 | PO   | Tim Lemperle                               |
| 28 | PO   | Ellyes Skhiri                              |
| 29 | PO   | Jan Thielmann                              |
| 30 | NA   | Marvin Obuz                                |
| 31 | PO   | Tomáš Ostrák                               |
| 36 | PO   | Niklas Hauptmann                           |
| 40 | BR   | Jonas Urbig                                |
| 44 | BR   | Matthias Köbbing                           |
| 47 | PO   | Mathias Olesen                             |

### Piłkarze na wypożyczeniu
| Nr | Poz. | Piłkarz                                             |
| -- | ---- | --------------------------------------------------- |
|    | OB   | Yann Aurel Bisseck (w Aarhus GF do 30 czerwca 2022) |
|    | PO   | Dimitris Limnios (w Twente do 30 czerwca 2022)      |

| Nr | Poz. | Piłkarz                                            |
| -- | ---- | -------------------------------------------------- |
|    | OB   | Noah Katterbach (w FC Basel do 31 grudnia 2022)    |
|    | PO   | Jens Castrop (w 1. FC Nürnberg do 30 czerwca 2022) |

## Sztab szkoleniowy

### Sztab szkoleniowy i medyczny w sezonie 2021/2022[3]
| Funkcja                         | Imię i nazwisko  |
| ------------------------------- | ---------------- |
| Trener                          | Steffen Baumgart |
| Asystent                        | René Wagner      |
| Asystent                        | André Pawlak     |
| Asystent                        | Kevin McKenna    |
| Trener bramkarzy                | Uwe Gospodarek   |
| Trener przygotowania fizycznego | Max Weuthen      |
| Trener przygotowania fizycznego | Leif Frach       |
| Trener przygotowania fizycznego | Niko Romm        |
| Analityk wideo                  | Hannes Dold      |
| Analityk wideo                  | Denis Huckestein |
| Kierownik drużyny               | Marius Laux      |

| Funkcja                                  | Imię i nazwisko       |
| ---------------------------------------- | --------------------- |
| Szef działu fizjoterapii i rehabilitacji | Christian Osebold     |
| Fizjoterapeuta                           | Daniel Schutz         |
| Fizjoterapeuta                           | Marvin Kreuzwieser    |
| Lekarz drużyny                           | Dr. Peter Schäferhoff |
| Lekarz drużyny                           | Dr. Paul Klein        |
| Lekarz drużyny                           | Dr. Bettina Kuper     |
| Psycholog sportowy                       | Moritz Anderten       |
| Kitman                                   | Frank Almstedt        |
| Kitman                                   | Kresimir Ban          |
| Kitman                                   | Ben Zerweck           |

## Sponsorzy
Sponsor techniczny
| Lata         | Przedsiębiorstwo |
| ------------ | ---------------- |
| 1974–1977    | Le Coq Sportif   |
| 1977–1978    | Adidas           |
| 1978–1979    | Erima            |
| 1979–1985    | Adidas           |
| 1985–2002    | Puma             |
| 2002–2005    | Sport-Saller     |
| 2005–2008    | Adidas           |
| 2008–2012    | Reebok           |
| 2012–2018    | Erima            |
| 2018–obecnie | Uhlsport         |

Sponsor główny
| Lata         | Przedsiębiorstwo   |
| ------------ | ------------------ |
| 1979–1982    | Pioneer            |
| 1982–1985    | Beiersdorf AG      |
| 1985–1987    | Daimon             |
| 1987–1991    | Samsung            |
| 1991–1993    | Citibank           |
| 1993–1994    | Pepsi              |
| 1994–1999    | Ford               |
| 1999–2003    | VPV Versicherungen |
| 2003–2005    | Funny Frisch       |
| 2005–2007    | Gerling-Konzern    |
| 2007–obecnie | REWE Group         |